# Tierra de audaces
Jesse James, conocida en España como Tierra de audaces, es una película western de 1939 que narra la vida de los hermanos Jesse James y Frank James, desde que comienzan a delinquir hasta el asesinato de Jesse por parte de los hermanos Ford. La película no es una biografía de los míticos forajidos del oeste, sino una recreación de la leyenda de este.
La película está dirigida por Henry King, interpretando Tyrone Power a Jesse James y Henry Fonda a Frank James.

## Argumento
La historia comienza con la compra de forma poco honesta de tierras a unos pobres campesinos de Misuri por parte de la compañía del ferrocarril. Entre estos pobres campesinos estaba la madre de los James que, defendida por estos ante la intimidación de los matones del ferrocarril, no firma el contrato de venta. Pero el encargado de la compra de la tierra no contento con una negativa prepara un asalto a la casa de los James que finaliza con la muerte de la madre. Estos para vengar la muerte de su madre comienzan una serie de atracos siempre siendo el ferrocarril la víctima de estos delitos. 
La lucha de los desvalidos contra el todopoderoso ferrocarril hace que los hermanos James ganen gran popularidad por todo el oeste americano. Pero con el paso de los años los jóvenes rebeldes se han convertido en verdaderos forajidos y tienen todo un ejército detrás dispuestos a capturarles. Mientras Jesse se ha casado y ha tenido un niño, cansado de la vida de criminal prepara un gran atraco al banco que fracasa y pierde a gran parte de la banda y los hermanos James se salvan de milagro.
Dispuesto a retirarse y a llevar otra vida, Jesse es visitado por un antiguo compañero de su banda Bob Ford y el hermano de este, que le proponen un nuevo asunto, pero que no es más que la excusa para matarlo a traición cuando está descolgando un cuadro.

## Reparto
- Tyrone Power como Jesse James.
- Henry Fonda como Frank James.
- Nancy Kelly como Zerelda James.
- Randolph Scott como Will Wright.
- Henry Hull como Maj. Rufus Cobb.
- Slim Summerville como Jailer.
- J. Edward Bromberg como Mr. Runyan.
- Brian Donlevy como Barshee.
- John Carradine como Bob Ford
- Donald Meek como Mc Coy.
- Johnny Russell como Jesse James, Jr.
- Jane Darwell como Mrs. Samuels.
- Charles Tannen como Charles Ford.
- Claire Du Brey como Mrs. Bob Ford.
- Willard Robertson como Clarke.
- Harold Goodwin como Bill.
- Ernest Whitman como Pinkie.
- Eddy Waller como un diputado.
- Paul E. Burns como Hank.
- Spencer Charters como un ministro.
- Arthur Aylesworth como Tom Colson.
- Charles Middleton como el doctor.
- Charles Halton como Heywood.
- George Chandler como Roy.
- Harry Tyler como un granjero.
- Virginia Brissac como la madre de un niño.
- Edward LeSaint como el juez Rankin.
- John Elliott como el juez Mathews.
- Erville Alderson como el marshal anciano.
- George P. Breakston como un niño granjero.
- Lon Chaney, Jr. como miembro de la banda de Jesse James.
- Carol Adams.
- Donald Douglas como el capitán de la infantería.
- James Flavin como el capitán de la caballería.
- Sam Garrett como un jinete.
- Wylie Grant como un secuaz de Barshee.
- Harry Holman como el ingeniero.
- Kenner G. Kemp como un soldado de la Unión.
- Leonard Kibrick como un niño.
- Sidney Kibrick como un niño.
- Ethan Laidlaw como un secuaz de Barshee.
- Tom London como el soldado.
- George O'Hara como el narrador.
- Paul Sutton como Lynch, secuaz de Barshee.

## Adaptaciones
De esta película se rodaría una secuela llamada La venganza de Frank James dirigida por Fritz Lang.